# Anatolio Hernández
Edmundo Anatolio Hernández Carballo (Huauchinango, Puebla, 20 de noviembre de 1939) es un biólogo marino e investigador connotado, pionero del estudio del tiburón en México. Fue el primer mexicano en llevar a cabo un registro de las 58 especies de tiburones que habitan en el litoral mexicano, sus pesquerías, crecimiento y migración. Así como colaborador en la primera campaña de marcado de tiburones en el Océano Pacífico.

## Trayectoria
El investigador es egresado de la Escuela Nacional de Ciencias Biológicas del Instituto Politécnico Nacional, donde se graduó como Licenciado en Biología. Dedicó gran parte de su vida a la investigación en el Instituto Nacional de Pesca, donde ingresó a colaborar en el año de 1965, cuando ésta operaba bajo el nombre de “Instituto de Investigaciones Biológico-Pesqueras”. Después de 32 años de arduo trabajo se jubiló como Investigador Titular “C".
En su trayectoria profesional se desempeñó como director del Centro de Estudios Tecnológicos del Mar, de la Dirección General de Ciencia y Tecnología del Mar, en Mazatlán, Sinaloa (de la Secretaría de Educación Pública). Fungió como jefe del Centro de Investigación Pesquera del INAPESCA en Mazatlán.
Anteriormente fue jefe de pesca en el estado de Guerrero, con base en el Puerto de Acapulco.
Como el Biólogo Fernando Rosales en Sonora, Anatolio Hernández ocupó el cargo de jefe de pesca en el estado de Sinaloa. Tuvo también bajo su responsabilidad la jefatura de la Estación de Biología Pesquera, del Instituto de Investigaciones Biológico-Pesqueras, en Progreso, Yucatán.
A lo largo de su carrera realizó 35 cruceros, de los cuales 5 fueron en barcos del extranjero y 30 nacionales. Sus salidas de trabajo de campo en los sistemas estuarinos y aguas protegidas fueron múltiples, investigando el recurso camarón.
Por último, junto a Juan Luis Cifuentes Lemus, María Concepción Rodríguez de la Cruz, Fernando Rosales, Héctor Chapa Saldaña entre otros destacados biólogos marinos mexicanos, fue partícipe de la fundación de la Facultad de Ciencias del Mar de la Universidad Autónoma de Sinaloa.

## Últimos años
Desde su jubilación en 1997, a la fecha funge como asesor pesquero del director general de Ordenamiento Pesquero y Acuícola, de la Comisión Nacional de Acuicultura y Pesca y como asesor de la Cámara Nacional de las Industrias Pesqueras y Acuícola en la Delegación Sinaloa.
Ha impartido más de 16 cursos, pláticas y conferencias, la mayoría de ellas en el área de pesquería de camarón en México, sin dejar de lado las investigaciones que realizó sobre el recurso tiburón y trabajos sobre marcado de diferentes especies en las Islas Revillagigedo y en la Costa de Sinaloa, considerándolo pionero en esa actividad, para ampliar los conocimientos sobre su comportamiento. Entre sus 25 publicaciones hay artículos científico, boletines de divulgación y de investigación.
Por su amplia experiencia en el estudio del tiburón en el país ha sido invitado a colaborar en capítulos de distintos libros y recopilaciones de Pesca Acuacultura e Investigación en México.
Por sus conocimientos adquiridos durante su trayectoria en el INAPESCA, además de su disponibilidad y acceso se le ha considerado como el maestro de generaciones de investigadores que han pasado por este Instituto.

## Desacatadas aportaciones
Anatolio Hernández fue el primer mexicano en llevar a cabo un registro de las 58 especies de tiburones que habitan en el litoral mexicano, sus pesquerías, crecimiento y migración. Así como colaborador en la primera campaña de marcado de tiburones en el Océano Pacífico
Durante su trayectoria ejerció representante del gobierno mexicano en las investigaciones biológicas del programa de colaboración entre México y Alemania (MEXAL), realizando cruceros de pesca experimental en aguas profundas del Pacífico mexicano. En 1961 fue nombrado asesor técnico para la delegación mexicana en la Organización de las Naciones Unidas para la Alimentación y la Agricultura (FAO), sobre pescado seco en CEIMSA (Compañía Exportadora e Importadora Mexicana, S.A.) y cc oriental con el American Institute of Biological Science.
Posteriormente, a nivel nacional ocupó el cargo de jefe estatal de pesca en Sinaloa.

## Reconocimientos
En el 2014, el Instituto Nacional de Pesca y Acuacultura del Gobierno Federal otorgó un reconocimiento, en el marco del VII Foro Científico de Pesca Ribereña organizado por el INAPESCA en Mazatlán, Sinaloa al biólogo Anatolio Hernández por sus años de trayectoria.
En el marco del aniversario 43 del campamento Tortuguero, la Comisión Nacional de Áreas Naturales Protegidas entregó un reconocimiento a Anatolio Hernández Carballo, debido a que "Años de esfuerzo, dedicación y sobre todo amor a su trabajo, no podían pasar desapercibidos."
En el Marco del 60 aniversario de la creación del Instituto Nacional de Pesca, Darío Chavez Herrera, titular del Centro Regional de Investigación Pesquera (CRIP) de Mazatlán, Sinaloa, develó en el auditorio de las instalaciones del instituto una placa conmemorativa a Anatolio Hernández, pionero en pesca experimental. Desde junio del 2022, el auditorio de dicho Centro Regional lleva su nombre. El investigador estuvo presente en la develación de la placa conmemorativa que fue develada por su propio hijo Oscar Hernández.